# 田邊博崇
田邊 博崇（たなべ ひろたか、1976年7月7日 - ）は日本の元モデル、元「MEN'S NON-NO」専属モデル、及びクリエイティブプロデューサー。神奈川県藤沢市出身。私立法政大学第二高等学校、法政大学経済学部、早稲田大学大学院卒。モデル界引退後は、大手広告代理店博報堂に勤務。その後、次世代型クリエイティブエージェンシーSIXを経て、米国に本拠地を置くクリエイティブエージェンシーであるDroga5 Tokyo の COO&President に就任した。

## 人物
- 第11回MEN'S NON-NO専属モデル。
- 専属モデルであったため、同じ集英社が発行している雑誌「non-no」や「MORE」にも、しばしば登場していた。
- ファッションページの他、企業タイアップページや、筋トレ・デートコース紹介などのカルチャーページにも登場し、当時non-no専属モデルであった小雪とはよく同じページに登場していた。
- その当時よく「MEN'S NON-NO」誌面に登場していた伊勢谷友介、ユアン、リヒト、智らとは同じ年で、プライベートでも交流があることは有名で、自身も誌面やトークショーなどで触れていた。
- 男女関わらずファンレターにもなるべく返事を書くなど、「いい人」キャラとして知られ、「MEN'S NON-NO」誌面でもとりあげられていた。
- 大人びていてクールな外見とは裏腹に、義理堅く人なつっこい性格であることから、男女関わらず多くのファンがいた。
- 1997年に新宿東口のマルイ前の野外特設ステージで行われた「MEN'S NON-NOトークショー」で、ファンから「なぜモデルを志したのか？」という質問を受けた際、「モデルになりたかったわけではなく、カルチャーに関わることを探していたら行き着いた」と答えたと、後日MEN'S NON-NO誌面でレポートがあった。
- 1999年夏に突然の引退。理由は「カルチャーに違う形で携わりたいと思ったから」であることが、MEN'S NON-NO誌面で紹介された。
- モデル業の傍らマクドナルドでアルバイトを続け、ハンバーガーづくりの技術を競うコンテストで日本一になった経験がある。

## 主な出演

### CM
- MEN'S NON-NO（「ズームイン!!朝!」内の生CM）
- TBS「世界陸上」CM（番宣）

### 雑誌
- MEN'S NON-NO
- non-no
- MORE
- ブレーン[2]

### ショー
- 東京コレクション
- KEITA MARUYAMA
- TAKEO KIKUCHI
- COMME des GARÇONS

### TV
- フジテレビ「発掘あるある大辞典」